# Ludovic Badey
Ludovic Badey (ur. 23 kwietnia 1980 roku w Lyonie) – francuski kierowca wyścigowy.

## Kariera
Badey rozpoczął karierę w wyścigach samochodowych w 2002 roku od startów we Francuskiej Formule Renault, gdzie jednak nie zdobywał punktów. W późniejszych latach Francuz pojawiał się także w stawce Europejskiego Pucharu Formuły Renault 2.0, Mégane Trophy Eurocup, Francuskiego Pucharu Porsche Carrera, Formuły Le Mans, French GT Championship, MitJet Series, Blancpain Endurance Series, FIA World Endurance Championship oraz European Le Mans Series.